# فرانسيسكو دورونسورو
فرانسيسكو دورونسورو (22 مايو 1985 بتوريلافيجا في إسبانيا - ) (بالإسبانية: Francisco Ramón Dorronsoro Sánchez)‏ هو لاعب كرة قدم إسباني في مركز حراسة المرمى. لعب مع نادي ألباسيتي ونادي ألكوركون ونادي ألكويانو.

## وصلات خارجية
- فرانسيسكو دورونسورو على موقع قاعدة بيانات كرة القدم.إي يو (الإنجليزية)
- فرانسيسكو دورونسورو على موقع Soccerbase.com (لاعب) (الإنجليزية)
- فرانسيسكو دورونسورو على موقع Soccerway.com (الإنجليزية)
- فرانسيسكو دورونسورو على موقع AS.com (الإسبانية)